# Alowal
Alowal (em panjabi: ਅਲੋਵਾਲ) é uma aldeia localizada no distrito de Shaheed Bhagat Singh Nagar, no estado de Punjab, na Índia. Está localizado a 17 (11 mi) quilômetros de Samundra, 15 (9,3 mi) quilômetros da cidade de Nawanshahr, 17 quilômetros (11 mi) do distrito Shaheed Bhagat Singh Nagas e 85,6 quilômetros (53,2 mi) da capital do estado, Chandigarh. A aldeia, assim como as demais indianas, é governada por um sarpanch, eleito democraticamente pela maioria da população residente no assentamento.

## Demografia
Segundo o relatório publicado pelo Censo da Índia de 2011, a aldeia Alowal é composta por um total de 43 casas e a população total é de 217 habitantes, dos quais 119 são do sexo masculino e 98, do sexo feminino. O nível de alfabetização da aldeia é 72.92% menor que a média do estado, a qual é de 75.84%.
Conforme constatação do Censo, 95 pessoas exercem seu trabalho fora da aldeia; dessas, 67 são homens e 28 são mulheres. O levantamento do governo também consta que 14.74% dos trabalhadores ocupam um serviço como trabalho formal e único, enquanto os outros 85.26% estão envolvidos em atividades marginais, trabalhando como meio de subsistência em diferentes lugares em menos de seis meses.

## Educação
Na aldeia, não há nenhuma escola, e os estudantes precisam ir a outras aldeias para estudar; muitas dessas aldeias estão distantes por dez quilômetros. Nas proximidades, destaca-se o Instituto Indiano de Tecnologia (IITs) a 14 quilômetros. Outras instituições de ensino também representam papel importante na região: Sikh National College Banga, KC Engineering College e Doaba Khalsa.

## Transporte
A estação de trem mais próxima de Alowal é Nawanshahr; no entanto, a estação principal, Garhshankar, está a 26,7 quilômetros (16,6 mi) de distância. O aeroporto mais perto é Sahnewal, localizado a 60 quilômetros, e o aeroporto internacional mais próximo é o Sri Guru Ram Dass Jee, a 169 quilômetros.